# アドベンチャー・ウィズ・スーパーマン
アドベンチャー・ウィズ・スーパーマン（'My Adventures with Superman）は、同名のスーパーヒーローをベースに制作されているアメリカ合衆国のテレビアニメ。2023年7月7日からアダルトスイムで放送されており、Maxでも配信されている。日本ではカートゥーンネットワークで2024年11月3日に第1話を先行放送し、11月23日からレギュラー放送を始める予定。

## キャラクター
スーパーマン / クラーク・ケント
声 - ジャック・クエイド、カリ・ウォールグレン（青年期）、日本語版 - 坂泰斗、神戸光歩
ロイス・レーン
声 - アリス・リー、日本語版 - 志田有彩
ジミー・オルセン
声 - イシュメル・サヒード、日本語版 - 新祐樹
ペリー・ホワイト
声 - ダレル・ブラウン、日本語版 - 田中美央
サム・レーン
声 - ジョエル・デ・ラ・フエンテ、日本語版 - 山野井仁
ロリー/ヒートウェーブ
声 - ライラ・ベルジンス、日本語版 - 高梁りつ
ヴィッキー・ヴェイル
声 - アンドロメダ・ダンカー、日本語版 - たかはし智秋
ブレイニアック
声 - マイケル・エマーソン、日本語版 - 上別府仁資
ミスター・ミクシィズピトルク
声 - デヴィッド・エリゴ・ジュニア、日本語版 - 代永翼
レズリー・ウィリス / ライブ・ワイアー
声 - ゼーラ・ファザール、日本語版 - 斎賀みつき
カイル/ミスト
声 - ルーカス・グラビール、日本語版 - 大河元気
アンソニー・アイボ/パラサイト
声 - ジェイク・グリーン、日本語版 - 佐藤せつじ
フリップ・ジョンソン
声 - アズーリ・ハーディ・ジョーンズ
ブレイン
声 - ジェシー・イノカラ、日本語版 - 越後屋コースケ
カーラ・ゾー＝エル/スーパーガール
声 - キアナ・マデイラ、日本語版 - 早見沙織
ジョー＝エル
声 - ジェイソン・マルノチャ、日本語版 - ボルケーノ太田
イーサン・エイヴリー / ダメージ
声 - ジェイソン・マルノチャ
キャット・グラント
声 - メラニー・ミニチーノ、日本語版 - 葉山那奈
シルバー・セント・クラウド
声 - メラニー・ミニチーノ
レックス・ルーサー
声 - マックス・ミッテルマン、日本語版 - モアイ岩下
ハンク・ヘンショー
声 - マックス・ミッテルマン
ジョセフ・マーティン/アトミック・スカル
声 - マックス・ミッテルマン
トーマス・ウェストン
声 - マックス・ミッテルマン
ジョン・アイアンズ/スティール
声 - バイロン・マーク・ニューサム
サイラス・ストーン
声 - バイロン・マーク・ニューサム
スレイド・ウィルソン/デスストローク
声 - クリス・パーネル、日本語版 - 中村和正
ロニー・トループ
声 - ケナ・ラムジー
ムッシュ・マラー
声 - アンドレ・ソグリッツォ、日本語版 - 田中美央
ジョナサン・ケント
声 - リード・スコット、日本語版 - 野坂尚也
ララ
声 - リア・シーホーン
シボン・マクドゥーガル / シルバー・バンシー
声 - キャサリン・テイバー、日本語版 - 高野菜々
アルバート/ラフ・ハウス
声 - ヴィンセント・トング、日本語版 - 藤原聖侑
スティーブ・ロンバード
声 - ヴィンセント・トング
マーサ・ケント
声 - カリ・ウォールグレン
アマンダ・ウォーラー
声 - デブラ・ウィルソン、日本語版 - 三木晶
ウィンスロー・ショット
声 - マイケル・ユルチャック
バジャー
声 - ダレル・ブラウン、日本語版 - 玉井勇輝
リーダー・ロイス
声 - ローレン・トム、日本語版 - 本田貴子

## エピソード

### シーズン1
| #  | 邦題                       | 原題                              | 放送日        | 放送日         |
| -- | -------------------------- | --------------------------------- | ------------- | -------------- |
| 1  | 目覚め パート1             | Adventures of a Norman Man Part 1 | 2023年 7月7日 | 2024年 11月3日 |
| 2  | 目覚め パート2             | Adventures of a Norman Man Part 2 | 2023年 7月7日 | 11月23日       |
| 3  | スーパーマンのインタビュー | My Interview with Superman        | 7月14日       | 11月30日       |
| 4  | 空飛ぶ少年                 | Let's Go to Ivo Tower, You Say    | 7月21日       | 12月7日        |
| 5  | 亀裂                       | You Will Believe A Man Can Lie    | 7月28日       | 12月14日       |
| 6  | マッド・サイエンス         | My Adventures with Mad Science    | 8月4日        | 12月21日       |
| 7  | 混沌の神                   | Kiss Kiss Fall in Portal          | 8月11日       | 2025年 1月4日  |
| 8  | ゼロデイ：パート１         | Zero Day Part 1                   | 8月18日       | 1月11日        |
| 9  | ゼロデイ：パート２         | Zero Day Part 2                   | 8月25日       | 1月18日        |
| 10 | 父親たちの想い             | Hearts of the Fathers             | 9月1日        | 1月25日        |

### シーズン2
| #  | 邦題 | 原題                            | 放送日         |
| -- | ---- | ------------------------------- | -------------- |
| 11 |      | More Things in Heaven And Earth | 2024年 5月26日 |
| 12 |      | Adventures with My Girlfriend   | 2024年 5月26日 |
| 13 |      | Fullmetal Scientist             | 6月2日         |
| 14 |      | Two Lanes Diverged              | 6月9日         |
| 15 |      | Most Eligible Superman          | 6月16日        |
| 16 |      | The Machine Who Would Be Empire | 6月23日        |
| 17 |      | Olsen's Eleven                  | 6月30日        |
| 18 |      | The Death of Clark Kent         | 7月7日         |
| 19 |      | Pierce the Heavens, Superman!   | 7月14日        |
| 20 |      | My Adventures with Supergirl    | 7月21日        |

## 制作

### 脚本
スーパーマンの変身シーンではマントが魔法で再生されるように描かれ、2015年2月から2016年1月までABCテレビで放送された東映アニメーション製作のテレビアニメ「Go!プリンセスプリキュア」に登場する2人目のプリキュア戦士である海藤みなみ氏がキュアマーメイドに華麗なる変身を遂げるシーンにインスピレーションを得ている。